# カウペンスの戦い
カウペンスの戦い（英:Battle of Cowpens）は、アメリカ独立戦争中の1781年1月17日にサウスカロライナのカウペンスで、ダニエル・モーガン准将指揮の大陸軍とバナスター・タールトン大佐指揮のイギリス軍の間で戦われた戦闘である。
この戦闘の結果、一度イギリス軍に奪われていたサウスカロライナを大陸軍が取り返す転換点となった。モーガン将軍の採った戦術は独立戦争中の戦術的傑作と後世に言われている。
尚、“Cowpens”とは「牛の放牧場」「牛舎のあるところ」の意味である。

## 背景
カウペンスの戦いは、アメリカ独立戦争の南部戦線で数多く戦われた戦闘の一つであった。モーガンの証言によれば彼の部下は800名を超した程度に過ぎなかったとのことであるが、歴史家の調査では1,800名から2,400名の間であったという。モーガンの部隊には300名の大陸軍正規兵、オーバーマウンテン部隊を含む700名の古参民兵、約1,000名の未経験民兵に志願兵、それに騎兵の部隊が加わっていた。対するイギリス軍はタールトンの部下である王党派部隊約450名（騎兵250名と歩兵200名)第17軽装竜騎兵隊、砲兵大隊、第7擲弾兵連隊、第16連隊軽装歩兵中隊、第71高地連隊、などで約1,150名を超える程度であった。
チャールズ・コーンウォリスは、過去にキャムデンの戦いやワックスホーで成功を収めていたタールトンとその部隊に、モーガンの動きを封じるよう指示していた。タールトンのそれまでの勝利は、戦力で劣勢であるときでも大胆な攻撃で掴んできたものだった。大陸軍南部戦線の指揮官ナサニエル・グリーンは、イギリス軍との正面対決を避け、自軍を幾つかに分ける思い切った作戦を採り、モーガン隊も本隊からは遠く離れて行動していた。モーガンは部隊の兵士に馴染みのある目印となる牛の放牧場（Cowpens）に集まるよう命じた。

## 戦闘

### 戦術的展開
モーガンはカウペンスの特徴ある地形を使えば、タールトンが到着するまでの時間を利点に変えられると考えた。さらにモーガンは自隊と敵の部隊がある状況下に置かれればどのように反応するかを知り抜いており、この知識をも利点にした。初めにやったことは、それまでの戦闘の常識から外れた部隊の配置であった。モーガンは自隊をブロード川とパコレット川の間に置いた。この場合、もし敵が圧倒してきた場合に逃げ道が無くなることになる。モーガンが逃げ道をなくした理由は明らかであった。訓練を積んでいない民兵は、戦闘の最初の兆しに直面してそれまでだったら簡単に逃げ出して正規兵を捨てて行くだろうが、この状況ではそうならないことを確実にするためであった。丘の上をモーガンが指揮する場所として、そこには大陸軍の正規歩兵隊を配置し、意図時に側面は敵の攻撃に対して無防備にしておいた。モーガンはタールトンが正面から攻撃をかけてくるものとして、それに合うような戦術的な準備をした。モーガンは部隊を3列に分け、1列は狙撃兵、1列は民兵、1列を主力部隊とした。150名の選ばれた狙撃兵隊はノースカロライナのマクドウェル少佐の部隊とジョージアのカニンガム少佐の部隊であった。この部隊の後ろにアンドリュー・ピケンズの指揮で300名の民兵を配置した。
訓練の足りない民兵は戦闘の場面、特に騎兵からの攻撃に対しては頼りにならないことを認識していたので、モーガンは民兵達に2発だけ銃を放てば後退してよいとしていた。そうしておけば、より経験を積んだ民兵と大陸軍正規兵の第3列のさらに後ろにいる予備隊（ウィリアム・ワシントンとジェイムズ・マッコール指揮の騎馬隊）の陰で隊列を組みなおすことが可能になると考えた。第2列の民兵の移動は第3列をイギリス軍に曝すことになる。第3列は全軍の残り約550名で、デラウェアとメリーランドの大陸軍正規兵、およびジョージアとバージニアの民兵で構成されていた。ジョン・E・ハワード大佐が大陸軍を、テイト大佐とトリップレット大佐が民兵の指揮を執っていた。この戦略の目的は、おそらく丘の上りで第3列と遭遇するタールトンの部隊を戦闘前に弱らせ混乱させ、最後に叩くことであった。ハワードの兵士は民兵の予測される移動によっても動揺することがなく、民兵とは違って持ち堪えることができる。そのためには、第1列と第2列が肉体的にも心理的にも前進するイギリス軍兵士を消耗させ、そこで第3列と戦闘に入る必要があるとモーガンは考えた。
さらにモーガンは、自隊を下り坂に配置して上ってくるイギリス軍に向かわせれば、イギリス軍が戦闘中に空高く鉄砲を放つ傾向があることも有効に使おうとした。自隊を下り坂に置くことは、向かってくる敵を朝日を背に受けさせてその姿を浮かび上がらせることになり、容易に標的とすることができる。自隊の右手は峡谷であり、左手にはクリーク（小川）があるということは、モーガンの部隊が戦闘開始の時点から側面攻撃を受ける可能性を低くしていた。モーガンは、「全体の考え方はベニー（タールトン）を罠に入れて、坂を上がってくる騎兵隊と歩兵隊を叩くことができるということだ。銃撃で数を減らせば、彼らに反撃できる」と主張した。カウペンスでこの戦術を展開したことについて、歴史家のジョン・ブキャナンは、モーガンが「独立戦争の両軍で、意味のある独創的な戦術を考えられる唯一の将軍で」あったかもしれない、と記した。

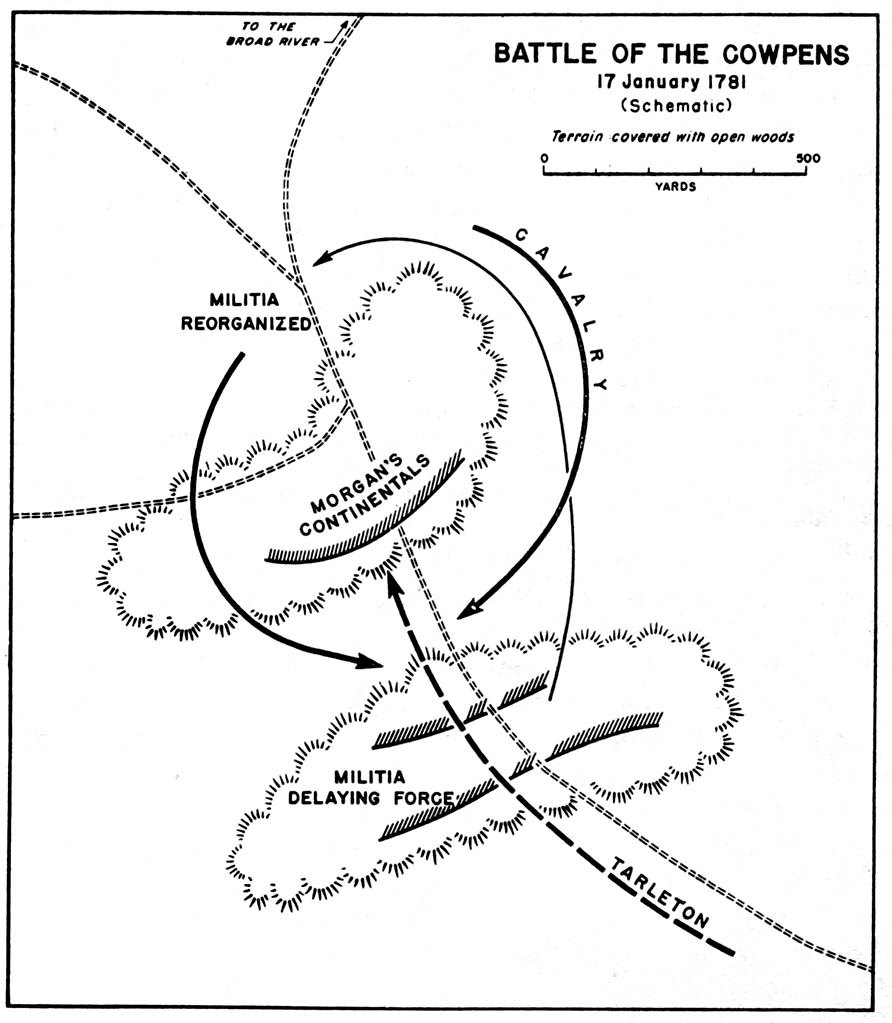
カウペンスの戦い

### 実戦
1781年1月17日の朝5時、タールトンの部隊は進発しカウペンスへの進軍を続けた。歴史家のローレンス・バビットによれば「カウペンスの5日前に、イギリス軍は休息や適当な食事によってのみ軽減されうるストレスを感じていた。」つまり「戦闘の48時間前に、イギリス軍は食料が乏しくなり、睡眠も4時間足らずであった。」この全期間に渡って、タールトンの部隊は難しい地域を急速に突き進んで来ていた。バビットは、イギリス軍が疲れきって栄養も足りずに戦場に到着したと結論づける。しかしタールトンは勝利の匂いを嗅いでいた。なにものもタールトンを説得して遅らせようとはしなかった。タールトンの王党派斥候がモーガンの戦闘準備の様子を伝えた。タールトンはモーガン軍がほとんど民兵であり、経験を積んだイギリス軍と水流の多い川に挟まれているのを見て成功を確信した。前線に到着するとタールトンは陣列を布いた。竜騎兵を自分の側面に、2門のバッタ砲をイギリス正規兵と王党派兵の間に配置した。他の騎兵や第71高地連隊は予備隊とした。勝利を確信していたタールトンは兵士たちに休息も与えず戦闘に突入した。タールトンの作戦は単純で直接的であった。歩兵の大部分を横隊に組んで真っ直ぐモーガン軍に向かわせるものだった。歩兵の左右には竜騎兵を配置して守らせた。予備隊とした第71高地連隊はアーサー・マッカーサー少佐指揮の250名からなる大隊であり、英蘭旅団にも従軍した経験の長いプロの兵士たちであった。タールトンは大陸軍が崩れて逃げ始めたときに解き放つ200名の騎兵分遣隊も準備していた。
モーガンの戦略は完璧に働いた。竜騎兵を15人倒すと狙撃兵が後退した。イギリス兵は一時後退したが再度攻撃を仕掛け、今回は民兵の所まで来た。民兵が言われていたように2発ずつ銃弾を放つと、イギリス兵は驚いて混乱状態になった。しかしイギリス兵は隊列を立て直し前進を続けた。ピケンズの民兵は隊列を崩し明らかに後方へ逃避するとみせて本隊の後ろで陣形を整えた。タールトンは士官のオグリビーに命じて「背走する」大陸軍を竜騎兵で攻撃するように仕向けた。その竜騎兵隊が正規陣形で動くと、つかのま民兵のマスケット銃で遮られたがまた前進を続け勝利を確信し始めた。イギリス兵は彼らの力を発揮し多少の損害を被るとしても、あと一押ししさえすれば勝利が転がり込んでくるものと予測して突き進んでいった。大陸軍の戦列の深さが次第に前進するイギリス軍の衝撃を吸収していった。大陸軍の前線にいた2列が圧倒されてしまったかのように後方に下がることで、イギリス軍は長く伸びた陣形になって、丘の上でしっかりと守っている経験を積んだ正規兵の最終列に直面することになった。
これにも拘わらず、タールトンは大陸軍に残されたのはこれ1列であり、歩兵を送って正面攻撃を掛ければ勝てると踏んだ。高地連隊は大陸軍の側面を衝くように命令された。ハワードの命令で大陸軍は退いた。勝利に興奮し隊列を乱したイギリス兵がその後を追った。突然ハワードは部隊に回れ右をさせて激しい一斉射撃を放ち今度は攻勢に出た。トリップレットのライフル狙撃兵が攻撃してイギリス兵にかなりの損害を与え、続いてワシントンとマッコールの騎兵が攻撃した。完全に崩された竜騎兵達は真後ろに逃げ出した。オグリビーの部隊を取り崩すとワシントンの部隊もイギリス軍に突撃を掛けた。イギリス軍の動きが止まってしまうと、大陸軍の騎兵隊がその右側面と後方から攻撃し、再編された民兵隊は丘の後ろからイギリス兵の左側面を攻撃した。
突然の攻勢を受け、さらに側面を再度現れた民兵に衝かれて、タールトンの疲れきっていた兵士は自隊の騎兵の姿を求めたが、とても期待できないことが分かった。イギリス兵、王党派兵の歩兵の半分以上は傷ついていようといまいと、地面に倒れていた。彼らの戦闘能力はなくなっていた。歴史家のローレンス・バビットによれば、イギリス軍を突然崩壊させた原因として「戦闘ショック」つまり、疲れと飢えと意気阻喪が突然兵士達を捕らえてしまったと分析する。巧妙な両翼包囲に捉われて多くのイギリス兵が降伏した。タールトンの右翼と中衛が崩壊して、第71高地連隊の残り少数がハワードの戦列との交戦を続けていた。タールトンは起こりつつあることの重大さに気付き、唯一残っていた一握りの騎兵部隊の所に駆け戻った。手の施しようもなくなり、タールトンは騎兵隊を纏め上げ、2門の大砲も確保しようとしたが、既にそれも捕獲されてしまっており、ついに自分自身の安全確保を図ることに決めた。タールトンは残った騎兵と一旦戦場に駆け戻りワシントンの部隊と一頻り戦った後に戦場から離脱した。そこへワシントン大佐が追いついてサーベルで切りかけ「誇り高きタールトンは何処に行った？」と叫んだ。しかしタールトンはワシントンの馬に銃を放って、駆け去ってしまった。

### 戦闘の評価
モーガン隊はイギリス兵王党派兵合わせて652名を捕虜にした。完勝であった。イギリス軍の死者の数は、勝った大陸軍の申告でも100であったり110であったり、また120であったりする。しかし、古代から近代までどのような戦争でも戦死した敵の死体の数は誇張されるものである。勘定できるのはタールトンの部隊が戦闘部隊としては消え去ったことである。タールトンと260名の将兵のみが撤退に成功した。
歴史家のローレンス・バビットによれば、モーガンの公式記録にある損害73という数字は大陸軍正規兵のみのものである。生存者の記録からは、死者あるいは傷者の数は128名の名前を挙げることができるという。ノースカロライナ州の記録では68名の大陸軍と80名の民兵の損害となっている。モーガンの届けた損害の数字と戦力兵士の数は実際の半分ということになる。
戦闘後の愛国者兵の証言によれば、タールトンは戦闘に入る前に自隊の兵に捕虜を取るなと命令したという。これは独立戦争中のカロライナにおける残酷な戦闘の中で流布された「偽情報」の可能性がある。タールトンのイギリス騎兵隊は情け容赦もなく負けた敵兵を追跡し、降伏しようとする者も切り捨てたという悪評が高い。その結果、タールトンは愛国者の新聞で「野蛮人のバン」と渾名を付けられた。実際のところ、タールトンはモンクスコーナー、レナヅフェリー、キャムデン、カトーバフォードの戦いで敵を倒した時はいつも、捕虜を取ったことは特記すべきである。タールトンが敵を高い比率で殺したワックスホー・クリーク（別名ビュフォード虐殺）の時でさえも、203名の愛国者に対し降伏を認めた。このことは反証にはならないが、タールトンがなぜ突然、カウペンスの場合に限って捕虜を取らない方針を出したかということに対する説明はこれまで提案されていない。
タールトンが明らかに向こう見ずに命令を発してモーガン隊を追求したために、休息や食料も不十分なまま戦場に到着したことは、タールトンが南部で戦った戦闘がカウペンスの前までは比較的容易に勝利を掴めたという事実で説明付けられる。タールトンはモーガンを追及することに心を奪われており、自隊の兵士が良い状態で戦闘に臨めるようにすることが必要であることを全く忘れていた。
ダニエル・モーガンは、その兵士たちには感情的に「荷馬車の御者」として知られ、傑作といえる戦闘を戦った。彼の戦術立案と個人的な指導力が大半を民兵で構成される軍隊をして力を発揮させ、独立戦争の中でも最大の完勝を勝ち取った。

## 戦後
キャムデンの大陸軍大敗の後で、カウペンスは、独立戦争の一部として、驚くべき勝利であり、戦争全体の心理状態を変える転換点となった。「人々の精神高揚」はカロライナだけではなく、南部諸邦にまで広がった。アメリカ植民地の者がさらなる戦いに勇気付けられたのに対し、王党派やイギリス軍は士気が下がった。さらに戦略的な結果として、南部におけるイギリス軍の重要な部隊が崩壊したことは、戦争終結に向かって何ものにも変えがたいことであった。キングスマウンテンの戦いでのイギリス軍の敗北と共に、カウペンスはチャールズ・コーンウォリスにとって大きな打撃となった。コーンウォリスはタールトンがカウペンスで勝っておれば、大陸軍の残る反攻を押さえ込んでいけた可能性がある。その後いくつかの戦闘に続いて、ギルフォード郡庁舎の戦いでイギリス軍が辛勝し、最後は1781年のヨークタウンの戦いでアメリカ側の勝利となった。歴史家ジョン・マーシャルの意見では、「多く戦力が投入されたわけではない戦闘の中で、カウペンスほどその結果が重要だった戦闘は稀である」としている。ナサニエル・グリーン将軍をして「まばゆい狡さ」の作戦を展開をする機会を与え、コーンウォリスには「最後にアメリカをイギリスから切り離すヨークタウンの悲劇につながる断ち切れない鎖」となった

## 記念碑
戦場跡はカウペンス国立戦場として保存されている。
アメリカ海軍にはカウペンスと名づけられた艦船が2隻ある。第2次世界大戦時に建造された航空母艦カウペンス（CV/CVL-25）および1980年代に建造されたミサイル巡洋艦カウペンス（CG-63）である。